# Drassodes arapensis
Drassodes arapensis är en spindelart som beskrevs av Embrik Strand 1908. Drassodes arapensis ingår i släktet Drassodes och familjen plattbuksspindlar.
Artens utbredningsområde är Peru. Inga underarter finns listade i Catalogue of Life.